# Arpeggione

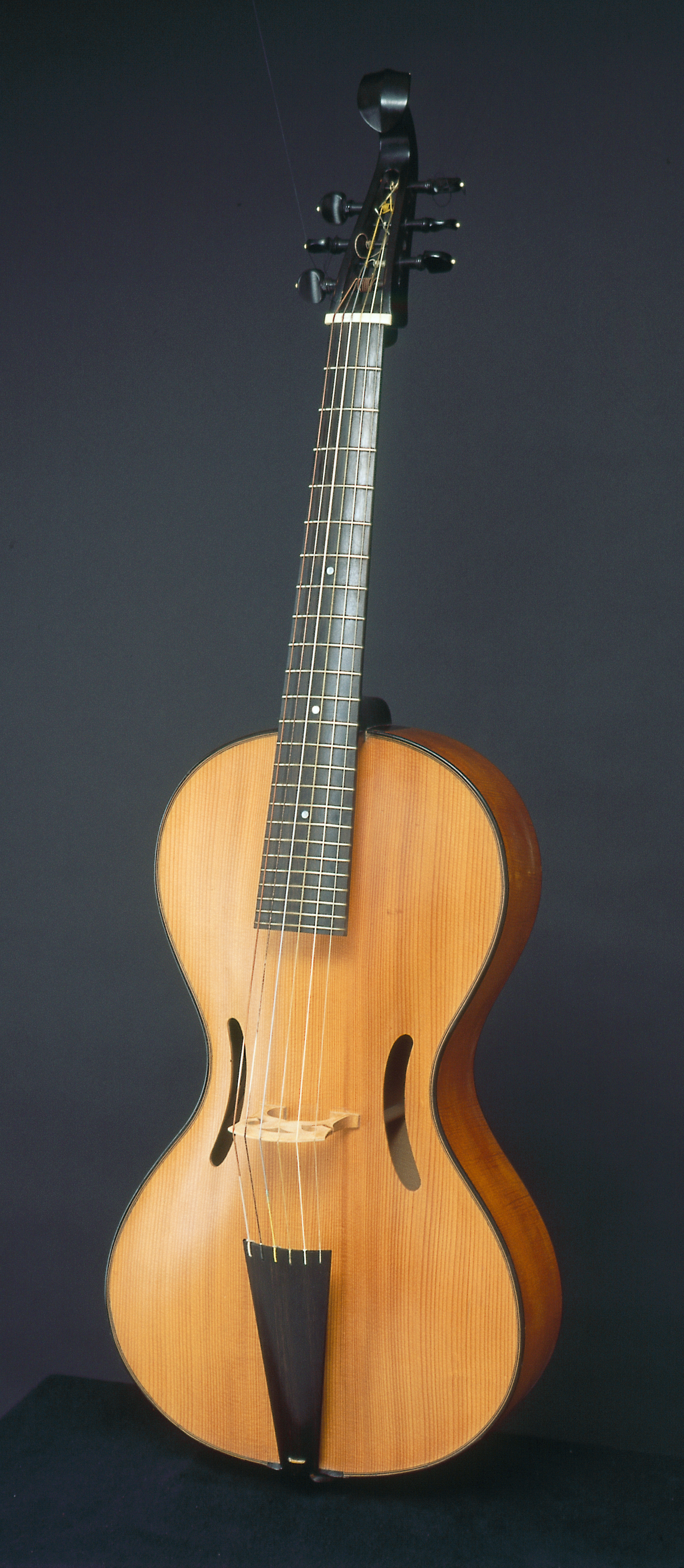
Arpeggione fabricado por Henning Aschauer em 1968.

O arpeggione é um instrumento musical de seis cordas, com trastes, afinado como uma guitarra, mas tocado com um arco como um violoncelo. Nesta medida está próximo da Viola da gamba. 
Esteve em voga durante não mais de uma década, depois da sua criação por volta de 1823 pelo luthier  Johann Georg Staufer (1778-1853). A única peça mais notória que subsiste é a Sonata para arpeggione e forte-piano de Schubert D.821, publicada em 1871, já quando o arpeggione tinha praticamente desaparecido. 
Mais recentemente Nicolas Deletaille reintroduziu o instrumento, executando a obra de Schubert no seu instrumento original (esta sonata é hoje habitualmente executada sobretudo em violoncelo ou viola) e encorajando também os compositores a escreverem nova música para o instrumento. (Cf. Lista de obras para arpeggione).